# Chromyl(VI) thiocyanat
Chromyl(VI) thiocyanat là một hợp chất vô cơ với công thức hóa học CrO2(SCN)2. Muối này chỉ tồn tại trong một thời gian ngắn, được biết đến dưới dạng dung dịch màu tím đậm trong cacbon tetrachloride.

## Điều chế và tính chất
Chromyl(VI) thiocyanat được điều chế bằng cách cho phosphyl thiocyanat tác dụng với chromyl(VI) chloride trong cacbon tetrachloride. Dung dịch ban đầu linh động, sau chuyển sang màu tím đậm. Nếu silic tetrathiocyanat được sử dụng, phản ứng sẽ gây ra nổ.